# LG Q7
LG Q7은 LG전자가 2018년 5월에 공개한 중상급형 스마트폰이다. Q6의 후속작으로 18:9 비율의 디스플레이는 계승하면서 성능이 소폭 향상되었다. 대한민국에는 2018년 6월 15일 Q7과 Q7+ 모델이 출시되었는데 Q7은 오로라 블랙과 라벤더 바이올렛 두 가지 색상으로, Q7+는 모로칸 블루 단일 색상으로 출시되었다. 광고는 이달의 소녀의 멤버 전희진이 맡았다.

## 운영 체제 / 소프트웨어

### 안드로이드 8.1 오레오
LG Q7은 안드로이드 8.1.0 오레오를 탑재하여 출시되었다.

## 기능

### 오디오

#### DTS:X 입체 음향
LG전자는 오디오 전문 기업인 엑스페리와의 독점 파트너쉽을 통해 영화, 음악 등을 감상할 때 더 생생한 소리를 들을 수 있는 DTS:X 3D 입체 음향 기능을 지원한다. 와이드, 왼쪽, 오른쪽 총 3가지의 모드로 설정할 수 있으며 이어폰을 끼면 최대 7.1 채널의 입체 음향을 들을 수 있다. 이어폰을 끼지 않고 스피커로 소리를 들을 때에도 3D 입체 음향을 느낄 수 있다. 전용 콘텐츠뿐만 아니라 기본 음악 앱이나 비디오 앱 이외에도 어떤 콘텐츠의 종류에 상관없이 입체 음향 설정을 적용할 수 있다.

### LG 페이
전작 Q6와 마찬가지로 후면에 WMC 솔루션이 내장되어 LG페이를 사용할 수 있다. G6나 V30와 동일하게 NFC (근거리 무선 통신)와 MST (마그네틱 보안전송) 결제 방식을 지원한다.

### 핑거 터치
중급형 스마트폰이지만 지문인식 센서를 탑재하지 않아 많은 비판을 받은 전작 Q6와 달리 후면에 지문인식 센서를 탑재하여 핑거 터치 기능을 지원한다.
- 잠금 해제 : 지문 인식 센서에 손가락을 올려 잠금을 푸는 기능이다.
- 화면 캡처 : 지문 인식 센서를 더블 터치한 후 손가락을 떼지 않고 유지하면 해당 화면이 캡처된다.
- 셀피 촬영 : 지문 인식 센서에 손가락을 올려 셀피 카메라를 촬영할 수 있는 기능으로 일반 / 광각 모두 지원된다.

### 방수 / 방진
IP68 방수 / 방진 설계가 되어 있어 기본적인 생활 방수가 가능하다. 또한 US 밀리터리 스탠다드 테스트 (MIL-STD-810G)를 통과하여 내구성을 입증받았다.

## 변형 기종

### LG Q7α / LG Q7+ (LM-Q725S,L,K)
Q7에서 세세하게 내장 메모리나 RAM 용량 등에서 차이를 둔 모델이다. Q7α의 경우에는 미디어텍 MT6750S와 퀄컴 스냅드래곤 450이 국가에 따라 다르게 적용되며 전면카메라도 지역에 따라 500만 화소로 다운그레이드 되었다. Q7+는 RAM 용량이 4GB로 증가했으며 후면 카메라가 1600만 화소로 업그레이드 되었다.

### LG Style (L-03K)
일본 NTT 도코모를 통해 출시된 Q7+의 일본 출시 모델이다. 소프트웨어는 기존 Q7+와 동일하나 후면의 헤어라인이 없어졌고 색상이 블랙, 화이트, 블루로 변경되었다.

## 색상
- 오로라 블랙 (Q7α 제외)
- 라벤더 바이올렛 (Q7α 제외)
- 모로칸 블루